# Bayerische EG 1
Die Bayerische EG 1 war eine elektrische Güterzuglokomotivbaureihe der Königlich Bayerischen Staatseisenbahnen für die Strecken Freilassing–Bad Reichenhall und Bad Reichenhall–Berchtesgaden, sie waren abweichend zu vielen Konstruktionen der damaligen Zeit durch ihren Einzelachsantrieb mit Tatzlager-Fahrmotoren ausgerüstet.

## Geschichte
Die Verbindung Salzburg–Berchtesgaden wurde zwischen 1912 und 1914 elektrifiziert. Die Königlich Bayerischen Staatseisenbahnen wollten damit den elektrischen Zugbetrieb erproben. 1912 wurden dazu zwölf Probelokomotiven bestellt, darunter waren neben den EP 3 sowie den EP 4 auch die EG 1. Jede dieser Lokomotivreihen erhielt ihre elektrische Ausrüstung von einer anderen Firma. Diese Lokomotiven können nach der Preußischen EV 1/2 als eine der ersten Lokomotiven mit Einzelachsantrieb in Deutschland angesehen werden. Wahrscheinlich versprachen sich die Königlich Bayerischen Staatseisenbahnen von dieser Konstruktion einen besseren Kurvenlauf, geringere Radreifenabnutzung und Schienenverschleiß. Beide Lokomotiven wurden für den Güterzugdienst auf dieser Strecke vorgesehen. Ab 1926 wurden die Loks der Reihe EG 1 als E 73 01 und E 73 02 bezeichnet. Ihre Laufeigenschaften befriedigten, und sie galten als wenig störanfällig. In der Leistung waren sie stärker als die E 36 und die E 70, ihre Geschwindigkeit entsprach dem angedachten Aufgabengebiet. Ansonsten ist über den Einsatz der Lokomotiven wenig in der Literatur zu lesen. Als ihre Ausmusterungsdaten gelten  1937 (E 73 01) und 1941 (E 73 02). Die ehemalige E 73 02 wurde danach noch in einen Schneepflug umgebaut. Dieser war bis 1982 vorhanden und wurde danach verschrottet.

## Technische Merkmale
Die Drehgestelle der Lokomotiven waren mit einem relativ geringen Achsstand von 2,5 m ausgestattet. Die in Tatzlager-Bauweise befestigten Fahrmotoren lagen innen zwischen den Achsen, dadurch ergab sich ein sehr geringer Überhang. Der Rahmen von ihnen bestand aus Blechwangen mit eingenieteten Querversteifungen. Zwischen den Drehgestellen gab es keine Kupplungen. Alle Lager waren als Gleitlager ausgeführt. Der Hauptrahmen war aus Profileisen hergestellt und mit den Pufferbohlen, Diagonal- und Querverstrebungen verstärkt. Die Zug- und Stoßeinrichtung war nicht durchgehend, sondern am Rahmen tragend befestigt. Der Lokomotivkasten bestand aus dem Maschinenraum und zwei Endführerständen. Die Stirnseiten waren analog der E 36 angefertigt. Das Dach war mit der oberen Hälfte der Seitenwände abnehmbar gestaltet. In den Seitenwänden waren noch zwei unten liegende Luftöffnungen.
Der Haupttransformator der Lokomotive war als Trockentransformator ausgeführt. Dafür besaß die Lokomotive einen separaten Lüfter, der auch die Fahrmotoren kühlte. Diese waren als achtpolige Einphasen-Reihenschlussmotoren ausgeführt, die untereinander parallel geschaltet waren. Gesteuert wurden sie durch eine elektromagnetische Schützensteuerung in neun Dauerfahrstufen.